# Leinster House

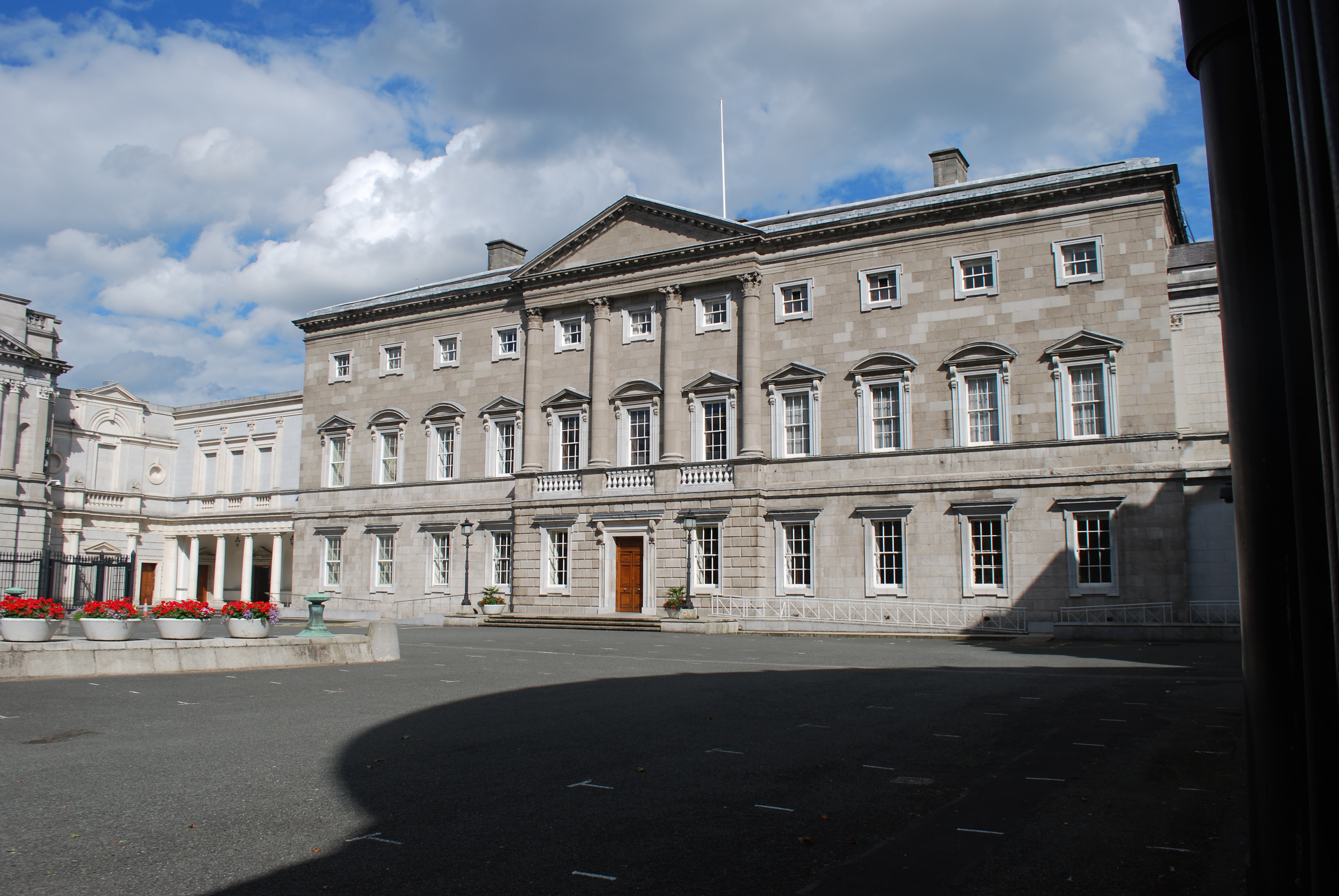
Leinster House

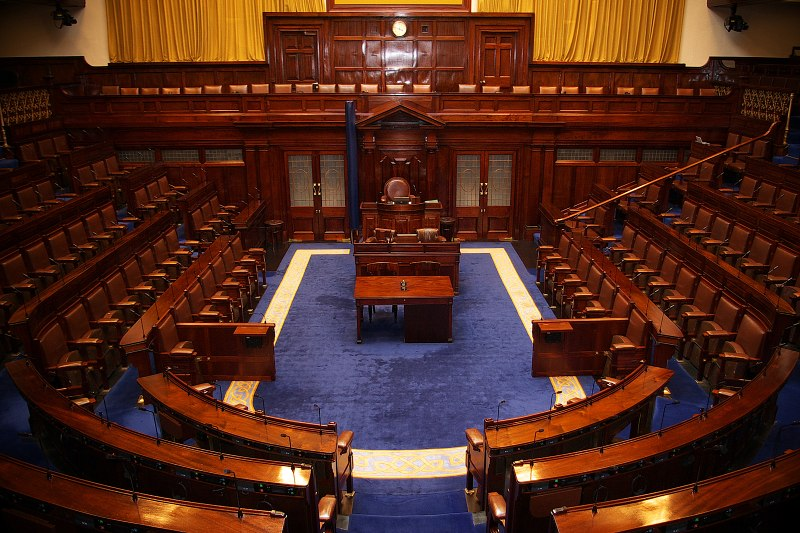
Sitzungssaal des Dáil

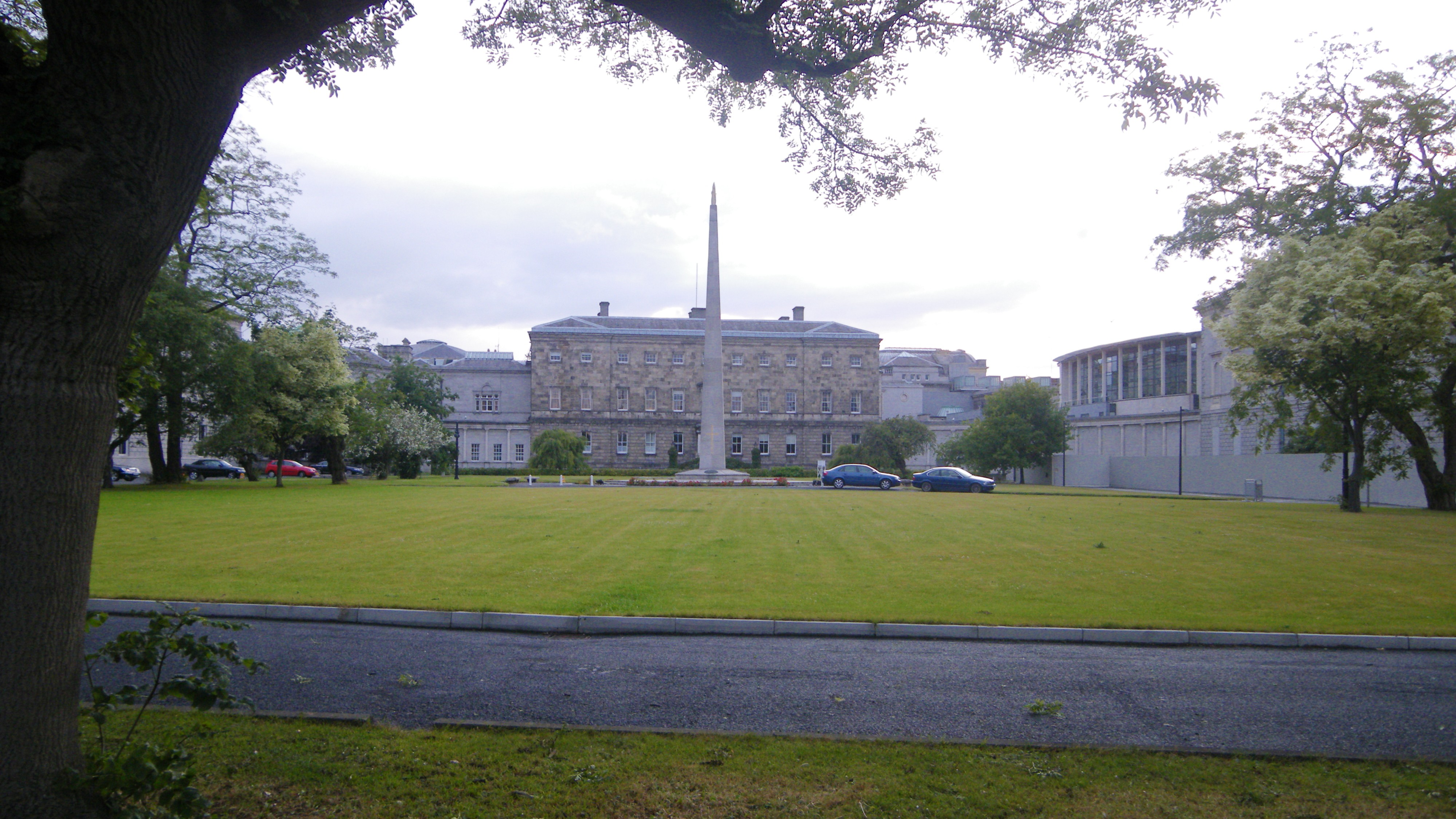
Merrion Square

Leinster House (irisch Teach Laighean) ist der ehemalige Herzogspalast in Dublin, in dem seit 1922 das Parlament der irischen Republik (damals noch Irischer Freistaat) tagt. Bis 1922 war das Leinster House Treffpunkt der Royal Dublin Society. Die Dublin Spring Show und der Pferdemarkt (Dublin Horse Show) wurden auf dem Anwesen des Hauses in Richtung Merrion Square abgehalten.
Im späten 18. Jahrhundert war das Leinster House (das damals noch Kildare House hieß) die offizielle Stadtresidenz des Earl of Kildare (namentlich die Familie der Fitzgeralds). Er ließ es von 1745 bis 1748 – mit Absicht – auf der „einfacheren“ Südseite des Flusses erbauen, während der restliche Adelsstand Häuser im Nordteil (vor allem am Parnell Square und Mountjoy Square) der Stadt besaß. Wie der Earl es vorhergesehen hatte, wurden in den folgenden Jahrzehnten der Merrion Square und der Fitzwilliam Square südlich des Flusses Liffey zur bevorzugten Wohngegend der Aristokraten, die die meisten ihrer nördlicher gelegenen Häuser verkauften, die letztendlich verkamen und als Slums endeten. 
Kein anderes aristokratisches Gebäude in Dublin konnte mit dem Leinster House bezüglich Größe und Ausstattung mithalten. Als der Earl den Titel Duke of Leinster bekam, erhielt das Haus seinen heutigen Namen. Die ersten beiden Stockwerke des Leinster House dienten als Vorlage für die Stockwerke und das Haus selbst für das steinerne Äußere des Weißen Hauses in Washington, D.C.
Aufgrund des Act of Union verlor Dublin sein eigenes Parlament und viele Aristokraten verkauften ihre Häuser in der Stadt, um nach London zu ziehen. Daraufhin verkaufte der Duke of Leinster das Leinster House an die Royal Dublin Society. Gegen Ende des 19. Jahrhunderts wurden zwei neue Flügel angebaut, um die Irische Nationalbibliothek und das Irische Nationalmuseum von Irland unterzubringen.
Durch den Anglo-Irischen Vertrag erhielt Irland erneut eine offizielle eigene Regierung, die des Irischen Freistaates. Die provisorische Regierung unter W.T. Cosgrave suchte nun einen vorübergehenden Tagungsort, wo die Versammlungen von Ober- und Unterhaus stattfinden konnten. Erste Pläne sahen dafür das Royal Hospital im Stadtteil Kilmainham vor, doch war dieses noch unter der Herrschaft der britischen Armee. Da der Abzug der Armee nicht innerhalb der verfügbaren Zeit von wenigen Wochen realisierbar war, entschied man sich im Dezember 1922, den Hörsaal der Royal Dublin Society im Leinster House vorübergehend für die Treffen des Unterhauses anzumieten.
1924 wurde der Plan, das Royal Hospital in ein Parlamentsgebäude umzubauen, aufgrund von finanziellen Problemen aufgegeben. Stattdessen wurde Leinster House gekauft, das in der Zukunft ausgebaut werden sollte. Der Senat (Oberhaus) wurde im Ballsaal untergebracht und weitere Flügel des benachbarten Royal College of Science als Regierungsgebäude genutzt. Der Rest des Gebäudes des Royal College of Science wurde 1990 – zu dieser Zeit war es bereits mit dem University College Dublin verschmolzen – komplett übernommen und in ein modernes Regierungsgebäude umgewandelt. Sowohl die Nationalbibliothek als auch das Nationalmuseum befinden sich noch immer in Flügeln des Leinster House, die nicht mit dem Regierungskomplex verbunden sind. Obwohl es immer wieder Pläne gab, ein neues Parlamentsgebäude (z. B. im Phoenix Park oder im Custom House) zu errichten, blieb die Regierung bis heute im Leinster House.
Im Jahr 2000 wurden weitere Anbauten fertiggestellt, um genügend Arbeitsräume für die nun 166 Unterhausmitglieder, die 60 Senatsmitglieder, die Presse und weiteres Personal zu schaffen.
Eine Reihe von Monumenten steht (oder stand) rund um Leinster House. Die Frontseite zur Kildare Street wurde ursprünglich von einer großen Statue von Königin Victoria dominiert, die 1904 erbaut wurde. Die Statue wurde 1947 entfernt und in den 1990er Jahren in Sydney wieder errichtet. Auf der dem Merrion Square zugewandten Seite steht ein dreieckiges Monument mit drei Hauptpersonen der irischen Unabhängigkeit: Arthur Griffith, Michael Collins und Kevin O’Higgins. Eine weitere Statue ehrt Prinz Albert, Ehemann von Königin Victoria, der seine große irische Ausstellung in den 1850er Jahren auf dem Anwesen abhielt.